# تهور
التهور لغة السقوط للجرف والبناء ونحوهما. وفي الاصطلاح هو هيئة حاصلة للقوة الغضبية، بها يقدم على أمور لا ينبغي أن يقدم عليها، وهي كالقتال مع الكفار، إذا كانوا زائدين على ضعف المسلمين. وفي قول التهور الثبات المذموم في الأمور المعطبة. وفي آخر الوقوع في الشيء بقلة المبالاة.